# Kristoffer Nyholm
Kristoffer Nyholm (* 13. Mai 1951 in Silkeborg) ist ein dänischer Filmregisseur, Regisseur von Musikvideos, Werbefilmen sowie Kurz- und Dokumentarfilmen.

## Leben
Nyholm startete um 1977 seine Filmkarriere als Mitarbeiter im Kamerateam von Flemming Colstrups und Ove Nyholms Chritiania, einem dokumentarischen Film über die alternative Wohnsiedlung Freistadt Christiania in der dänischen Hauptstadt Kopenhagen. 1988 drehte er seinen ersten eigenen Spielfilm Ringen, einen TV-Kurzfilm nach einer Erzählung von Tania Blixen.
Sein erstes Engagement als Second-Unit-Regisseur hatte er 1996 in dem mehrfach ausgezeichneten Spielfilm Breaking the Waves von Lars von Trier, für den er in weiteren Filmen als Regie- oder Kameraassistent gearbeitet hat.
Seit 1994 war er als Regisseur an einer Reihe von dänischen und britischen Fernsehserien beteiligt u. a. in Kommissarin Lund – Das Verbrechen (12 Folgen), Unsichtbare Besucher (2016 nominiert für einen BAFTA) und Taboo (BBC, 2017, 4 Folgen). 2014 drehte er für ITV eine Episode der Serie Der junge Inspektor Morse. 2018 drehte er mit Gerard Butler und Peter Mullan in den Hauptrollen den Spielfilm Keepers – Die Leuchtturmwärter.